# Biserici de lemn din Constanța
Bisericile de lemn din Constanța sunt amplaste în partea de sud-vest a județul. De mici dimensiuni, acestea se caracterizează prin tehnica în care au fost construite.
- Izvoarele
- Satu Nou
- Strunga

Format:Biserici de lemn din Constanța